# Massimo livello regionale toscano
Sono presi in considerazione campionati a 16 squadre (dopo la seconda guerra mondiale).
Il massimo campionato di calcio toscano si divise in:
- Promozione dal 1952 al 1957
- Dillettanti dal 1957 al 1959
- Prima Categoria dal 1959 al 1968
- Promozione dal 1968 al 1991

Le prime classificate venivano promosse, tranne durante la Prima Categoria, con girone finale a 3 squadre.
Dal 1991 è Eccellenza Toscana.

## Albo d'oro campionato dal 1952 al 1991
| Stagione        | Girone A                      | Girone B               | Girone C                | Girone D |
| --------------- | ----------------------------- | ---------------------- | ----------------------- | -------- |
| Promozione      |                               |                        |                         |          |
| 1952-53         | Pistoiese                     | Cecina                 | Sansepolcro             |          |
| 1953-54         | Vaianese                      | Orbetello              | Sestese                 |          |
| 1954-55         | Viareggio                     | Pontedera              | Poggibonsi              |          |
| 1955-56         | Montecatini                   | Arezzo                 | Labrone (Livorno)       |          |
| 1956-57         | Cuoiopelli                    | Rondinella             | Pisa                    |          |
| Dilettanti      |                               |                        |                         |          |
| 1957-58         | Lucca                         | Sangiovannese          | Larderello (Pomarance)  |          |
| 1958-59         | Pietrasanta                   | Chiusi                 | Cascina                 |          |
| Prima Categoria |                               |                        |                         |          |
| 1959-60         | Pietrasanta                   | G.S. Villaggio Piaggio | Poggibonsi              | Cascina  |
| 1960-61         | Camaiore                      | Rondinella             | Poggibonsi              | Ponsacco |
| 1961-62         | Carrarese                     | Rondinella             | Montevarchi             | Ponsacco |
| 1962-63         | Piombino                      | Castelfiorentino       |                         |          |
| 1963-64         | Quarrata                      | Castelfiorentino       | Fucecchio               |          |
| 1964-65         | Lanciotto                     | Sangiovannese          | Fucecchio               |          |
| 1965-66         | Sarzanese                     | Montevarchi            | Cecina                  |          |
| 1966-67         | Signa                         | Montevarchi            | Cecina                  |          |
| 1967-68         | Camaiore                      | Fortis Juventus        | San Miniato             |          |
| Promozione      |                               |                        |                         |          |
| 1968-69         | Rondinella                    |                        |                         |          |
| 1969-70         | Forte dei Marmi               |                        |                         |          |
| 1970-71         | Figline                       |                        |                         |          |
| 1971-72         | Poggibonsi                    |                        |                         |          |
| 1972-73         | Monsummanese                  |                        |                         |          |
| 1973-74         | Aglianese                     |                        |                         |          |
| 1974-75         | Pontedera                     |                        |                         |          |
| 1975-76         | Cecina                        |                        |                         |          |
| 1976-77         | Piombino                      | Castellina             |                         |          |
| 1977-78         | Cuoiopelli                    | Foiano                 |                         |          |
| 1978-79         | Cecina                        | Aglianese              |                         |          |
| 1979-80         | Pescia                        | Audax Rufina           |                         |          |
| 1980-81         | Pontedera                     | Fucecchio              |                         |          |
| 1981-82         | Rosignano Sei Rose            | Castelfiorentino       |                         |          |
| 1982-83         | Piombino                      | Poggibonsi             |                         |          |
| 1983-84         | Vaianese                      | Castellina             |                         |          |
| 1984-85         | Certaldo                      | Intercomunale Vinci    |                         |          |
| 1985-86         | Ponsacco                      | Colligiana             |                         |          |
| 1986-87         | Bozzano (Massarosa)           | Bibbiena               |                         |          |
| 1987-88         | Tuttocalzatura (Castelfranco) | Colligiana             |                         |          |
| 1988-89         | Grosseto                      | Pontassieve            |                         |          |
| 1989-90         | Camaiore                      | Certaldo               | Virtus Chianciano Terme |          |
| 1990-91         | Pietrasanta                   | Venturina              | Sangiovannese           |          |

## Titoli per squadra
| Squadra             | Titoli | Edizioni                                                                                |
| ------------------- | ------ | --------------------------------------------------------------------------------------- |
| Cecina              | 4      | 1952-53 (girone B), 1966-67 (girone C), 1975-76 (girone unico), 1978-79 (girone A)      |
| Poggibonsi          | 4      | 1954-55 (girone C), 1960-61 (girone finale), 1971-72 (girone unico), 1982-83 (girone B) |
| Pontedera           | 3      | 1954-55 (girone B), 1974-75 (girone unico), 1980-81 (girone A)                          |
| Piombino            | 3      | 1962-63 (girone finale), 1976-77 (girone A), 1982-83 (girone A)                         |
| Sangiovannese       | 2      | 1957-58 (girone B), 1964-65 (girone finale)                                             |
| Rondinella          | 2      | 1956-57 (girone B), 1968-69 (girone unico)                                              |
| Cuoiopelli          | 2      | 1956-57 (girone A), 1977-78 (girone A)                                                  |
| Aglianese           | 2      | 1973-74 (girone unico), 1978-79 (girone B)                                              |
| Vaianese            | 2      | 1953-54 (girone A), 1983-84 (girone A)                                                  |
| Certaldo            | 2      | 1984-85 (girone A), 1989-90 (girone B)                                                  |
| Ponsacco            | 2      | 1961-62 (girone finale), 1985-86 (girone A)                                             |
| Colligiana          | 2      | 1985-86 (girone B), 1987-88 (girone B)                                                  |
| Camaiore            | 2      | 1967-68 (girone finale), 1989-90 (girone A)                                             |
| Pietrasanta         | 2      | 1959-60 (girone finale), 1990-91 (girone finale)                                        |
| Castellina          | 2      | 1976-77 (girone B), 1983-84 (girone B)                                                  |
| Pistoiese           | 1      | 1952-53 (girone A)                                                                      |
| Sansepolcro         | 1      | 1952-53 (girone C)                                                                      |
| Orbetello           | 1      | 1953-54 (girone B)                                                                      |
| Sestese             | 1      | 1953-54 (girone C)                                                                      |
| Viareggio           | 1      | 1954-55 (girone A)                                                                      |
| Montecatini         | 1      | 1955-56 (girone A)                                                                      |
| Arezzo              | 1      | 1955-56 (girone B)                                                                      |
| Labrone             | 1      | 1955-56 (girone C)                                                                      |
| Pisa                | 1      | 1956-57 (girone C)                                                                      |
| AS Lucca            | 1      | 1957-58 (girone A)                                                                      |
| Larderello          | 1      | 1957-58 (girone C)                                                                      |
| Quarrata            | 1      | 1963-64 (girone finale)                                                                 |
| Sarzanese           | 1      | 1965-66 (girone finale)                                                                 |
| Signa               | 1      | 1966-67 (girone A)                                                                      |
| Montevarchi         | 1      | 1966-67 (girone B)                                                                      |
| Fortis Juventus     | 1      | 1967-68 (girone finale)                                                                 |
| Forte dei Marmi     | 1      | 1969-70 (girone unico)                                                                  |
| Figline             | 1      | 1970-71 (girone unico)                                                                  |
| Monsummanese        | 1      | 1972-73 (girone unico)                                                                  |
| Foiano              | 1      | 1977-78 (girone B)                                                                      |
| Pescia              | 1      | 1979-80 (girone A)                                                                      |
| Audax Rufina        | 1      | 1979-80 (girone B)                                                                      |
| Fucecchio           | 1      | 1980-81 (girone B)                                                                      |
| Rosignano Sei Rose  | 1      | 1981-82 (girone A)                                                                      |
| Castelfiorentino    | 1      | 1981-82 (girone B)                                                                      |
| Intercomunale Vinci | 1      | 1984-85 (girone B)                                                                      |
| Bozzano             | 1      | 1986-87 (girone A)                                                                      |
| Bibbienese          | 1      | 1986-87 (girone B)                                                                      |
| Tuttocalzatura      | 1      | 1987-88 (girone A)                                                                      |
| Grosseto            | 1      | 1988-89 (girone A)                                                                      |
| Pontassieve         | 1      | 1988-89 (girone B)                                                                      |
| Virtus Chianciano   | 1      | 1989-90 (girone C)                                                                      |

## Partecipazioni dal 1968 al 1991
In 24 stagioni hanno partecipato le seguenti 110 squadre.
La città con il maggior numero di partecipazioni è Volterra con 19 stagioni, prima come Volterrana (7) e poi come Alabastri (12). 
Seguono Antella e Venturina con 16.
| Squadra                        | Comune                      | Provincia | Partecipazioni | Aggiornato al 2025        |
| ------------------------------ | --------------------------- | --------- | -------------- | ------------------------- |
| Aglianese                      | Agliana                     | (PT)      | 8              | 1ª Categoria              |
| Amiata                         | Abbadia San Salvatore       | (SI)      | 1              | 1ª Categoria              |
| Antella                        | Bagno a Ripoli              | (FI)      | 16             | Eccellenza                |
| Argentario                     | Porto Santo Stefano         | (GR)      | 5              | 1ª Categoria              |
| Armando Picchi                 | Livorno                     | (LI)      | 8              | Promozione                |
| Audace                         | Portoferraio                | (LI)      | 5              | 2ª Categoria              |
| Audax Rufina                   | Rufina                      | (FI)      | 13             | Promozione                |
| Aullese                        | Aulla                       | (MS)      | 5              | Non attiva                |
| Bagni di Lucca                 | Bagni di Lucca              | (LU)      | 4              | 1ª Categoria              |
| Barberino                      | Barberino di Mugello        | (FI)      | 3              | 2ª Categoria              |
| Bibbienese                     | Bibbiena                    | (AR)      | 4              | 1ª Categoria              |
| Borgo a Buggiano               | Borgo a Buggiano            | (PT)      | 4              | 2ª Categoria              |
| Bozzano                        | Massarosa                   | (LU)      | 3              | 2ª Categoria - fusione    |
| Butese                         | Buti                        | (PI)      | 2              | Non attiva                |
| Calenzano                      | Calenzano                   | (FI)      | 1              | 1ª Categoria fusione      |
| Calzaturieri                   | Santa Maria a Monte         | (PI)      | 5              | Non attiva                |
| Camaiore                       | Camaiore                    | (LU)      | 13             | Eccellenza                |
| Capannoli                      | Capannoli                   | (PI)      | 2              | 2ª Categoria              |
| Ponte a Cappiano               | Fucecchio                   | (FI)      | 3              | 2ª Categoria              |
| Casciana Terme                 | Casciana Terme Lari         | (PI)      | 1              | 3ª Categoria              |
| Cascina                        | Cascina                     | (PI)      | 5              | 2ª Categoria fusione      |
| Castelfiorentino               | Castelfiorentino            | (FI)      | 6              | Promozione                |
| Castellina                     | Castellina in Chianti       | (FI)      | 12             | 2ª Categoria              |
| Castelnuovese                  | Cavriglia                   | (AR)      | 1              | 1ª Categoria              |
| Castelnuovo                    | Castelnuovo di Garfagnana   | (LU)      | 12             | Eccellenza                |
| Castiglionese                  | Castiglione della Pescaia   | (GR)      | 1              | 2ª Categoria              |
| Castiglionese                  | Castiglion Fiorentino       | (AR)      | 9              | Eccellenza                |
| Cavriglia                      | Cavriglia                   | (AR)      | 6              | 2ª Categoria              |
| Cecina                         | Cecina                      | (LI)      | 8              | Eccellenza                |
| Cerretese                      | Cerreto Guidi               | (FI)      | 3              | Promozione                |
| Certaldo                       | Certaldo                    | (FI)      | 5              | Eccellenza                |
| Virtus Chianciano Terme        | Chianciano Terme            | (SI)      | 1              | 3ª Categoria              |
| Chiusi                         | Chiusi                      | (SI)      | 4              | 2ª Categoria              |
| Colligiana                     | Colle di Val d'Elsa         | (SI)      | 9              | Eccellenza                |
| Cortona Camucia                | Cortona                     | (AR)      | 9              | 1ª Categoria              |
| Cuoiopelli                     | Santa Croce sull'Arno       | (PI)      | 8              | Eccellenza                |
| Dicomano                       | Dicomano                    | (FI)      | 2              | Promozione                |
| Donoratico                     | Donoratico                  | (LI)      | 5              | 1ª Categoria              |
| Figline                        | Figline Valdarno            | (FI)      | 12             | Serie D                   |
| Firenze Ovest                  | Firenze                     | (FI)      | 5              | Promozione                |
| Foiano                         | Foiano della Chiana         | (AR)      | 12             | Eccellenza                |
| Folgor Marlia                  | Capannori                   | (LU)      | 6              | 1ª Categoria              |
| Follonica                      | Follonica                   | (GR)      | 7              | fusione Serie D           |
| Forcoli                        | Palaia                      | (PI)      | 1              | 1ª Categoria              |
| Forte dei Marmi                | Forte dei Marmi             | (LU)      | 15             | Eccellenza fusione        |
| Fortis Juventus                | Borgo San Lorenzo           | (FI)      | 8              | Eccellenza                |
| Fucecchio                      | Fucecchio                   | (FI)      | 12             | Eccellenza                |
| Ghivizzano                     | Coreglia Antelminelli       | (LU)      | 2              | fusione Serie D           |
| Grassina                       | Grassina                    | (FI)      | 10             | Eccellenza                |
| Grosseto                       | Grosseto                    | (GR)      | 4              | Serie D                   |
| Polisportiva Grosseto          | Grosseto                    | (GR)      | 2              | Non attiva                |
| Impruneta                      | Impruneta                   | (FI)      | 8              | 2ª Categoria              |
| Intercomunale Vinci            | Vinci                       | (FI)      | 2              | Non attiva                |
| Lampo                          | Lamporecchio                | (PT)      | 11             | Promozione                |
| Lanciotto                      | Campi Bisenzio              | (FI)      | 4              | Eccellenza                |
| Larcianese                     | Larciano                    | (PT)      | 8              | Promozione                |
| Lastrigiana                    | Lastra a Signa              | (FI)      | 4              | Eccellenza                |
| Levane                         | Levane                      | (FI)      | 1              | fusione 1ª Categoria      |
| Libertas                       | Barberino_Tavarnelle        | (FI)      | 7              | 1ª Categoria              |
| Manciano                       | Manciano                    | (GR)      | 3              | 2ª Categoria              |
| Monsummanese                   | Monsummano                  | (PT)      | 12             | Promozione                |
| Montecatini                    | Montecatini                 | (PT)      | 1              | Promozione                |
| Montelupo                      | Montelupo Fiorentino        | (FI)      | 2              | Promozione                |
| Orbetello                      | Orbetello                   | (GR)      | 7              | 1ª Categoria              |
| Pecciolese                     | Peccioli                    | (PI)      | 2              | 1ª Categoria              |
| Perignano                      | Casciana Terme Lari         | (PI)      | 9              | Eccellenza fusione        |
| Pescia                         | Pescia                      | (PT)      | 5              | 2ª Categoria              |
| Pietrasanta                    | Pietrasanta                 | (LU)      | 2              | Promozione                |
| Piombino                       | Piombino                    | (LI)      | 15             | Promozione                |
| Poggibonsi                     | Poggibonsi                  | (SI)      | 8              | Serie D                   |
| Ponsacco                       | Ponsacco                    | (PI)      | 7              | 1ª Categoria              |
| Pontassieve                    | Pontassieve                 | (FI)      | 14             | Eccellenza                |
| Ponte a Moriano                | Lucca                       | (LU)      | 8              | Non attiva                |
| Ponte Buggianese               | Ponte Buggianese            | (PT)      | 4              | Eccellenza                |
| Pontedera                      | Pontedera                   | (PI)      | 3              | Serie C                   |
| Prato Ovest                    | Prato                       | (PO)      | 1              | Non attiva                |
| Pratovecchio                   | Pratovecchio                | (AR)      | 6              | 2ª Categoria              |
| Quarrata                       | Quarrata                    | (PT)      | 9              | 1ª Categoria              |
| Querceta                       | Seravezza                   | (LU)      | 15             | fusione Eccellenza        |
| Resco Reggello                 | Reggello                    | (FI)      | 6              | 1ª Categoria              |
| Romagnano                      | Massa                       | (MS)      | 2              | 1ª Categoria              |
| Rondinella                     | Firenze                     | (FI)      | 1              | Eccellenza                |
| Rosignano Sei Rose             | Rosignano                   | (LI)      | 10             | 1ª Categoria              |
| Sancascianese                  | San Casciano in Val di Pesa | (FI)      | 7              | 1ª Categoria              |
| San Donato in Poggio           | Tavarnelle in Val di Pesa   | (FI)      | 1              | fusione Serie D           |
| San Macario                    | Lucca                       | (LU)      | 1              | 2ª Categoria              |
| Sangimignano                   | San Gimignano               | (SI)      | 3              | 1ª Categoria              |
| Sangiovannese                  | San Giovanni Valdarno       | (AR)      | 8              | Serie D                   |
| San Miniato                    | San Miniato                 | (PI)      | 3              | Promozione                |
| San Rocco a Pilli              | Sovicille                   | (SI)      | 1              | Non attiva                |
| Sanromanese                    | Montopoli                   | (PI)      | 2              | 1ª Categoria              |
| Sansepolcro                    | Sansepolcro                 | (AR)      | 4              | Eccellenza Umbra          |
| Sansovino                      | Monte San Savino            | (AR)      | 6              | Promozione                |
| Sestese                        | Sesto Fiorentino            | (FI)      | 2              | Eccellenza                |
| Sextum                         | Bientina                    | (PI)      | 4              | 2ª Categoria              |
| Signa                          | Signa                       | (FI)      | 7              | Eccellenza                |
| Sinalunghese                   | Sinalunga                   | (SI)      | 5              | Eccellenza                |
| Soci                           | Bibbiena                    | (AR)      | 3              | Promozione fusione        |
| Staggia                        | Staggia Senese              | (SI)      | 11             | 2ª Categoria              |
| Subbiano                       | Subbiano                    | (AR)      | 5              | Promozione                |
| Tau Altopascio                 | Altopascio                  | (LU)      | 1              | Serie D                   |
| Juventus Tavola                | Prato                       | (PO)      | 2              | 2ª Categoria              |
| Tegoleto                       | Civitella in Val di Chiana  | (AR)      | 10             | 1ª Categoria              |
| Terranuovese                   | Terranuova Bracciolini      | (AR)      | 5              | Serie D fusione           |
| Torrelaghese                   | Viareggio                   | (LU)      | 2              | 1ª Categoria              |
| Tuttocalzatura                 | Castelfranco di Sotto       | (PI)      | 7              | 2ª Categoria rifondazione |
| Tuttocuoio                     | San Miniato                 | (PI)      | 4              | Serie D                   |
| Vaianese                       | Vaiano                      | (PO)      | 2              | 3ª Categoria rifondazione |
| Venturina                      | Venturina Terme             | (LI)      | 16             | 1ª Categoria              |
| Villafranchese                 | Villafranca                 | (MS)      | 1              | 2ª Categoria              |
| Volterrana 1917 - 1978         | Volterra                    | (PI)      | 7              | rifondazione Alabastri    |
| Alabastri Volterra 1978 - 2016 | Volterra                    | (PI)      | 12             | 2ª Categoria rifondazione |

## Albo d'oro Coppa Italia Dilettanti (Promozione) 1967-1991
| Stagione                         | Squadra toscana    | Miglior Piazzamento    |
| -------------------------------- | ------------------ | ---------------------- |
| Dilettanti regionali             |                    |                        |
| 1966-1967                        | Impruneta          | Vincitrice             |
| 1967-1968                        | Impruneta          | Ottavi                 |
| 1968-1969                        | Barberino          | Semifinale             |
| 1969-1970                        | Aglianese          | 32esimi                |
| 1970-1971                        | Lampo              | 32esimi                |
| 1971-1972                        | Monsummanese       | Vincitrice             |
| 1972-1973                        | Sancascianese      | 2. turno               |
| 1973-1974                        | 20 squadre         | nessuna qualificazione |
| 1974-1975                        | Larcianese         | Finalista              |
| 1975-1976                        | Castellina         | Ottavi                 |
| 1976-1977                        | Fucecchio          | Quarti                 |
| 1977-1978                        | Fucecchio          | 16 di finale           |
| 1978-1979                        | Alabastri Volterra | Semifinale             |
| 1979-1980                        | Ponsacco           | Finalista              |
| 1980-1981                        | Ponsacco           | Finalista              |
| Dilettanti nazionali e regionali |                    |                        |
| 1981-1982                        |                    |                        |
| 1982-1983                        |                    |                        |
| 1983-1984                        |                    |                        |
| 1984-1985                        |                    |                        |
| 1985-1986                        |                    |                        |
| 1986-1987                        |                    |                        |
| 1987-1988                        |                    |                        |
| 1988-1989                        | Sestese            | Vincitrice             |
| 1989-1990                        | Alabastri Volterra | Semifinale             |
| 1990-1991                        | Castelnuovo        | Ottavi                 |